# Xylopia lastelliana
Xylopia lastelliana este o specie de plante angiosperme din genul Xylopia, familia Annonaceae, descrisă de Henri Ernest Baillon. Conține o singură subspecie: X. l. acuta.